# Duan Zhengyu
Duan Zhengyu (1996) es un deportista chino que compitió en triatlón. Ganó una medalla de bronce en los Juegos Asiáticos de 2014 en la prueba de relevo mixto.

## Palmarés internacional
| Juegos Asiáticos | Juegos Asiáticos        | Juegos Asiáticos  | Juegos Asiáticos |
| Año              | Lugar                   | Medalla           | Prueba           |
| ---------------- | ----------------------- | ----------------- | ---------------- |
| 2014             | Incheon (Corea del Sur) | Medalla de bronce | Relevo mixto     |